# Instytut Ekspertyz Kryminalistycznych

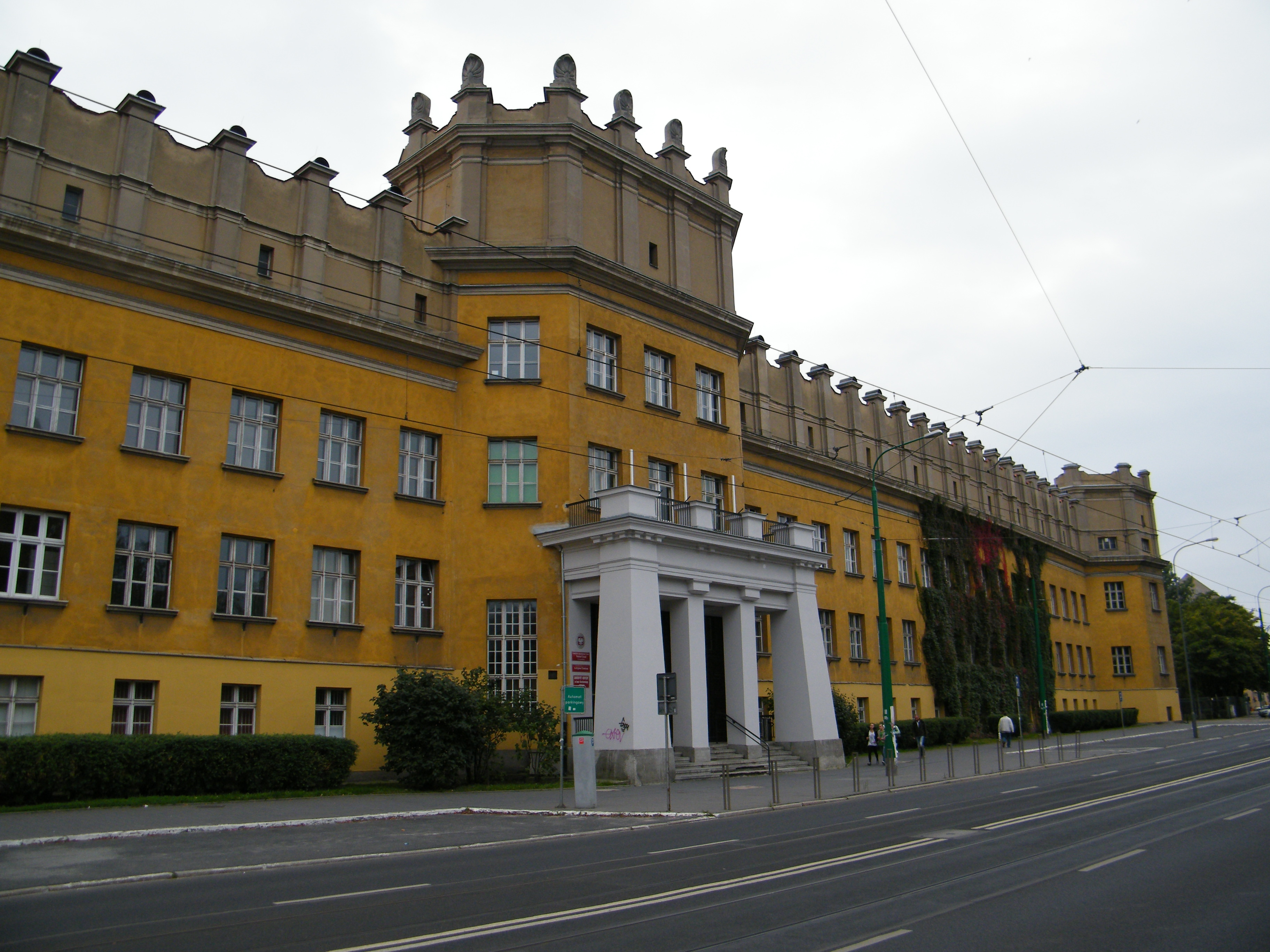
Budynek Collegium Heliodori Święcicki - siedziba Instytutu

Instytut Ekspertyz Kryminalistycznych Analityks sp. z o.o. - instytucja specjalistyczna utworzona do opiniowania na zlecenie Sądów, organów ściągania, na zlecenie osób prywatnych, kancelarii prawnych i podmiotów gospodarczych.   

## Działalność
- opracowywanie opinii na potrzeby organów wymiaru sprawiedliwości i organów ścigania
- wydawanie ekspertyz na zlecenie kancelarii prawnych, podmiotów gospodarczych i osób fizycznych
- popularyzacja możliwości nauk kryminalistycznych wśród pracowników wymiaru sprawiedliwości, prawników, funkcjonariuszy służb mundurowych
- realizacja  autorskich programów z zakresu profilaktyki narkotykowej

### Obszary działalności
- opinie psychiatryczno-grafologiczne (opinie kolegialne psychiatry i grafologa)
- klasyczne badania dokumentów,  pisma ręcznego i podpisów (grafologia)
- analizy środków odurzających, substancji psychotropowych i dopalaczy
- badania z zakresu informatyki śledczej, oprogramowania i systemów komputerowych
- badania wieku pisma i podpisów
- lingwistyka kryminalistyczna (stalking, cyberstalking, badania anonimów, plagiatów)
- badania z zakresu mobbingu
- analizy toksykologiczne (identyfikacja składu powietrza i gazów, identyfikacja związków zawartych w tkaninach i materiałach, glebie i innych)
- analizy włosów na obecność narkotyków, dopalaczy, oznaczanie uzależnień od alkoholu
- analizy krwi, ciała szklistego oka, moczu na obecność narkotyków i alkoholu
- analizy innych materiałów biologicznych
- analizy paliw, olejów i środków smarowych
- analizy pożarów
- badania na poligrafie (wariografie)
- kompleksowe usługi detektywistyczne, m.in. z użyciem dronów

## Siedziba
Siedziba Instytutu mieści się w zaprojektowanym przez Edwarda Madurowicza i Rogera Sławskiego budynku Collegium Heliodori Święcicki należącym do Uniwersytetu im. Adama Mickiewicza w Poznaniu.